# 王迎祉
王迎祉（1889年—？），字錫庵，山西解州直隸州人，畢業於山西西學專齋。

## 生平
- 光緒三十四年，於山西西學專齋第四期畢業，取列中等，准作舉人[2]，聘為法政學堂教習。
- 復入專科，宣統三年，經學部考試列優等；八月甲子引見，賞給進士出身[3]。
- 民國四年，平陽地方檢察廳檢察長[4]。